# Cristina canta Disney
Cristina canta Disney è un album della cantante Cristina D'Avena pubblicato nel 1994. È stato ristampato nel 1997 e nuovamente nel 2006, questa volta con artwork differente ed esclusivamente nel formato CD. Nel 2010 è stato riproposto all'interno del box multidisco Natale con Cristina.
L'album contiene alcune canzoni legate ai film Disney, reinterpretate da Cristina D'Avena.

## Tracce
1. Bibbidi - bobbidi - bu
2. Un poco di zucchero
3. Una stella cade
4. Ehi ho!
5. La - la lu
6. Supercalifragilistic-espiralidoso
7. I tre porcellini (con Pietro Ubaldi)
8. I sogni son desideri
9. Impara a fischiettar
10. Il mondo è mio (con Enzo Draghi)